# Pfaffenstein, Leoben
Pfaffenstein är ett berg i Österrike.   Det ligger i distriktet Leoben och förbundslandet Steiermark, i den östra delen av landet, 130 km sydväst om huvudstaden Wien. Toppen på Pfaffenstein är 1 871 meter över havet.
Terrängen runt Pfaffenstein är bergig åt sydväst, men åt nordost är den kuperad. Närmaste större samhälle är Eisenerz, 4,5 km sydväst om Pfaffenstein. 
I omgivningarna runt Pfaffenstein växer i huvudsak blandskog. Runt Pfaffenstein är det ganska tätbefolkat, med 58 invånare per kvadratkilometer.